# Bayosaurus pubica
"Bayosaurus" ("lagarto de Bayo") es el nombre informal dado a los restos de un dinosaurio abelisauroideo de género indeterminado encontrados en el Cerro Bayo Mesa, 30 kilómetros de sur de Plaza Huincul (provincia del Neuquén, Argentina). Fue publicado en el 2006 por los paleontólogos Rodolfo Coria, Philip Currie y Paulina Carabajal.
Los restos conocidos son de un esqueleto parcial de un teropodo abelisauroideo de tamaño pequeño, unos cuatro metros de longitud, del que incluye las últimas vértebras lumbares, partes del sacro, el ilion derecho incompleto, fragmentos del ilion izquierdo, el pubis sin el extremo distal, la región próxima del isquion derecho, y otros restos fragmentario.

## Descripción
Los restos corresponden probablemente a un individuo adulto, debido a la fusión del arco neural en dorsal posterior a su centro, y de las vértebras sacras al ilion. El sacro, casi completo, carece solamente de la espina dorsal y la porción distal del proceso transversal derecho. Las vértebras lumbares fueron encontradas cerca del extremo anterior del sacro. La parapófisis es alta, casi en el nivel de la diapófisis. El centro parapófisial anterior es fino y curva suavemente ventral en su extremo distal.
Las tres primeras vértebras sacras se preservan parcialmente. Los centros se comprimen mucho lateralmente, como en Carnotaurus y Aucasaurus (Bonaparte et al. 1990; MCF-PVPH-236, Coria et al. 2002) que las partes preservadas de los arcos neurales son fuertemente fundidas a alas del ilion. La mayoría habían sido sido encontradas dispersas, arrastradas lejos por el agua cuando el espécimen fue encontrado. El ilion derecho se encuentra menos dañado y ha preservado bastante información para permitir para estimar su tamaño. Solamente se preserva un fragmento pequeño de la lámina preacetabular del ilion izquierdo.
La cresta supra-acetabular es muy aguda y el acetábulo en sí mismo parece tener el eje principal en sentido antero-posterior y es largo y transversalmente estrecho. En el lado lateral de la lámina derecha preservada del ilion, puede ser visto del borde dorsal paralelo y aproximadamente a 15 milímetros. Este canto habría funcionado a todo lo largo del borde dorsal del ilion. La misma característica está presente en la lámina ilíaca izquierda, muy fragmentada.
El ilion se parece haber sido algo alargado y bajo, como los de Carnotaurus, Majungatholus y Aucasaurus. Los márgenes anteriores, dorsales, y posteriores engrosados de la lámina ilíaca definen una superficie lateral baja. Ambos pubis son casi completos y carecen solamente de los extremos distales. El extremo proximal está fundido firmemente al ilion, sin contacto sutural evidente. El foramen del obtutator está rodeado totalmente por el hueso, como en Carnotaurus, Masiakasaurus y Aucasaurus.

## Historia
Los restos, siglados como MCF-PVPH-237, se excavaron en el año 2000 en la sección media de la Formación Cerro Lisandro en Cerro Bayo Mesa, en la provincia del Neuquén, de Argentina. En la publicación de 2006, Coria et al. incluyen el nombre Bayosaurus pubica para identificar la posición filogenética de los restos en una ilustración, pero no realizan el acto nomenclatural formal para asignar este nombre, que permanece como nomen nudum.